# Yngwie Malmsteen
Yngwie Johann Malmsteen (Estocolmo, 30 de junio de 1963), de nombre real Lars Johan Yngve Lannerbäck; es un virtuoso guitarrista de heavy metal y compositor sueco, que participó activamente en grupos como Steeler o Alcatrazz; y al que se le atribuye ser la mayor influencia en la creación del subgénero conocido como metal neoclásico, siendo uno de los grandes exponentes de las técnicas de shred en la guitarra eléctrica durante la década de 1980.

## Biografía

### Infancia y comienzos
Nació el 30 de junio de 1963, siendo el hijo menor de una familia conformada por su madre, Rigmor, su hermana Ann Louise, y su hermano Björn. Inicialmente no tenía ningún interés en la música; sin embargo, el 18 de septiembre de 1970 vio un especial de televisión sobre la muerte del guitarrista Jimi Hendrix, con siete años de edad, en el que solo vio con asombro cómo incendiaba su guitarra en llamas.
Practicando con su primera guitarra, una Mosrite antigua, y luego una Stratocaster barata, aprendió las estructuras clásicas de Bach, Vivaldi, Beethoven y Mozart, y su estilo comenzó a tomar forma. A los 10 años, comenzó a concentrar todas sus energías en la música, dejando de lado los estudios. Gracias al apoyo de su madre y hermana, que tocaba la flauta, su dominio del instrumento progresó rápidamente. En su temprana adolescencia, vio un espectáculo de televisión ruso, en el que se presentaba el violinista Gidon Kremer, que llevó a cabo los muy difíciles «24 Caprichos» del violinista Niccolo Paganini, y comprendió la forma de combinar la música clásica con sus crecientes habilidades en la guitarra.
A los 15 años, su estilo ya estaba prácticamente definido, sin recibir influencias de Hendrix; sino una mezcla entre el material clásico y heavy metal tradicional (muy adelantado a su época). Malmsteen ha declarado públicamente que no está influenciado por el blues o el estilo de Ritchie Blackmore, el virtuoso afirma que su forma de tocar la guitarra está inspirada en el violín clásico y no en la guitarra clásica.
Trabajó durante un tiempo como lutier en un taller de reparación de guitarras, donde se encontró con un mástil festoneado por primera vez, cuando un laúd del siglo XVII entró en la tienda y festoneó el mástil de una vieja guitarra de manera similar a como lo había visto en el laúd para probarlo en sus propias guitarras. El mástil festoneado es un poco más difícil de tocar que un mástil normal, debido a que los trastes obligan a hacer una pulsación más firme y precisa, pero su control sobre las cuerdas mejoró tanto, que de inmediato lo adoptó como una alteración permanente en su equipo de guitarras.
En ese tiempo, mientras trabajaba en la tienda del lutier, comenzó a tocar en varias bandas formadas en torno a su estilo de guitarra explosiva, cromática, veloz y con largas exploraciones instrumentales.

## Carrera musical

### Steeler y Alcatrazz
Alrededor de los 18 años de edad, él y varios amigos grabaron un demo con tres canciones para la CBS sueca, pero no hubo suerte. A continuación comenzó a enviar demos a las compañías discográficas de música y a contactos en el extranjero. Una de esas cintas cayó en manos del guitarrista y productor Mike Varney, de Shrapnel Records, el cual escuchó por primera vez la música de Yngwie Malmsteen a través del dueño de una tienda de discos, Bill Burkard, quien le puso una cinta de demostración de los primeros trabajos de Malmsteen (probablemente la demo "Powerhouse" de 1978) grabada cuando Yngwie tenía 15 años. Más tarde, en 1982, Malmsteen le envió a Varney una grabación de demostración sin título como propuesta para la columna de Varney en la revista Guitar Player. La revista Guitar Player publicó esta demo para la edición de febrero de 1983 de la revista.A consecuencia fue invitado a grabar con una nueva banda de jóvenes llamada Steeler, junto al vocalista Ron Keel, el bajista Rik Fox y el baterista Mark Edwards,con quienes grabó su álbum homónimo pero no duró mucho tiempo en la banda debido a diferencias musicales.
De Steeler, pasó a Alcatrazz, una banda al estilo Rainbow, ya que su cantante, Graham Bonnet lo había sido de estos hasta que fue despedido. Con esta banda grabó el disco No Parole From Rock 'n' Roll; pero se hizo evidente que para desarrollar plenamente su talento, Yngwie tendría que ir en solitario. Los conciertos se hacían extraños, con el público invocando al guitarrista más que al propio Bonnet, quien ya tenía un nombre hecho en la escena heavy metal.
En este período, la confusión interna comenzó a surgir dentro de la banda, entre Malmsteen y Bonnet. Según Malmsteen, Bonnet se molestó por la atención que le prestaban los fanáticos a la guitarra y no a la voz. Aparentemente Bonnet no le agradaba el protagonismo del guitarrista, diciéndole que no se destacara mucho en los solos de guitarra. Según Malmsteen, su relación profesional terminó con los dos teniendo un altercado en el escenario después de que Bonnet supuestamente manipuló los amplificadores de Malmsteen durante un solo de guitarra en un show en Oklahoma. Luego de esto, Malmsteen dejó Alcatrazz y creó su propia banda llamada Rising Force, quien firmó con Polydor Records y lanzó un exitoso álbum de debut homónimo.

### Carrera en solitario

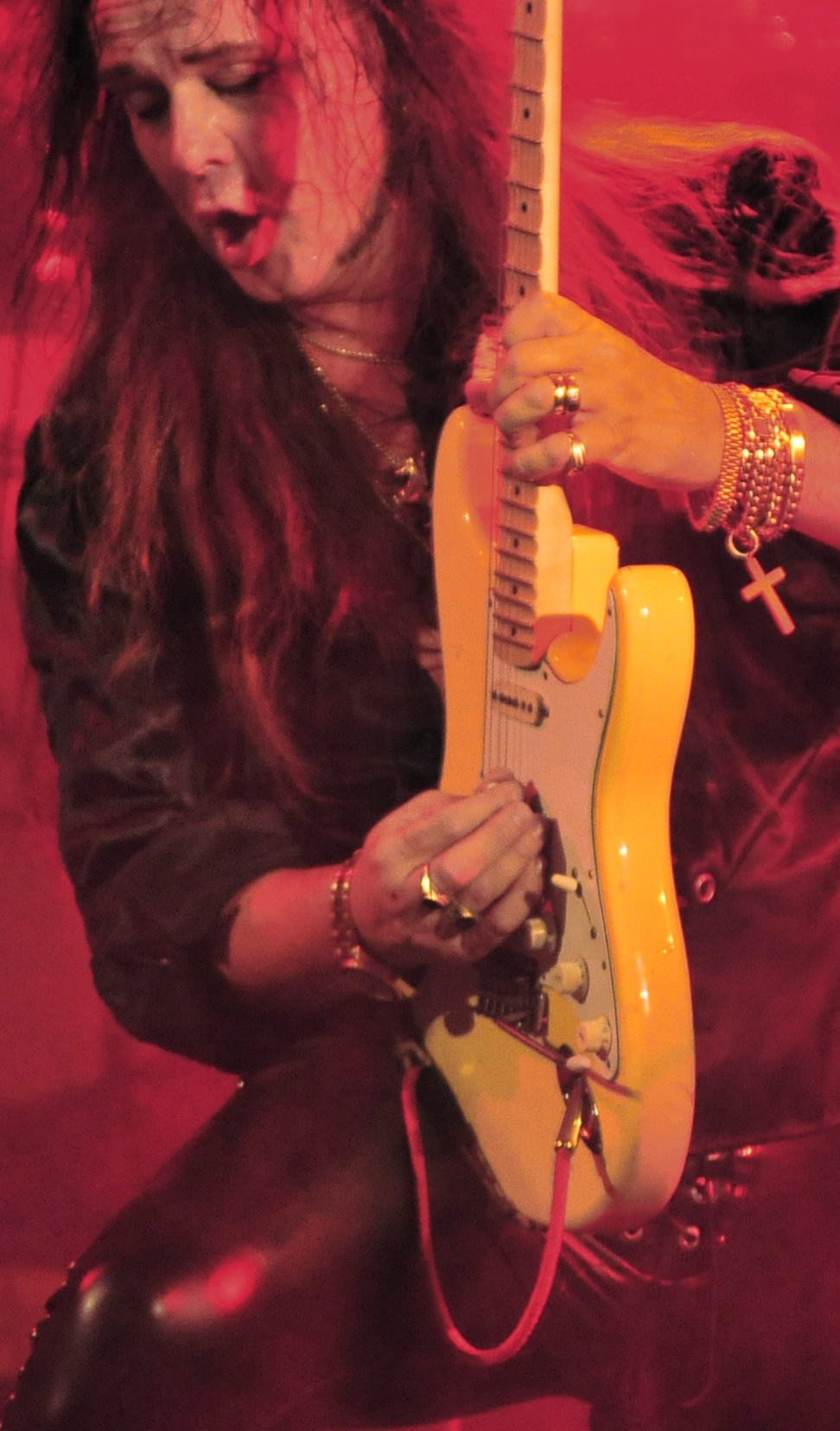
Yngwie Malmsteen en el 2008.

Su primer álbum como solista, Rising Force, llegó al # 60 en las listas de Billboard, un gran logro para un disco de guitarra principalmente instrumental, sin apenas difusión comercial. El álbum también le otorgó una nominación al Grammy por la mejor interpretación de rock instrumental. Rising Force abrió un camino en el circuito californiano de conciertos, y le estableció como una de las más brillantes nuevas estrellas del metal pesado, agregando un nuevo género al léxico del metal: el metal neoclásico.
Con un lugar en la historia de la guitarra heavy metal firmemente establecido, sus composiciones alimentaron los oídos de los fanes y las ambiciones de los guitarristas aspirantes en todo el mundo, con álbumes como Rising Force, Marching Out, Trilogy, Odyssey o Trial by Fire: Live in Leningrad.
En 1997, demostró que era mucho más que un fenómeno del heavy metal: después de meses de intenso trabajo produjo su primera obra completamente clásica, Concerto Suite for Electric Guitar and Orchestra, grabado en Praga con la prestigiosa Orquesta Filarmónica Checa, liderada por el famoso director de orquesta sinfónica Yoel Levi. Varios años más tarde, en 2001, encontró su primera oportunidad para llevar a cabo esta creación con la Nueva Orquesta Filarmónica de Japón, en Tokio. El paquete de DVD, CD y VHS de este desempeño innovador se convirtió en su primer lanzamiento del año, en enero de 2002.
En 2003, se unió a la gira «G3», con Steve Vai y Joe Satriani, que una vez terminada volvió a retomar la suya propia en promoción de su álbum Attack!!. Teniendo la mayor parte de 2004 para descansar y trabajar en su estudio, produjo un nuevo álbum titulado Unleash the Fury, lanzado en 2005, y que recibió críticas muy favorables de parte de fanáticos y críticos por igual. En el verano de 2005 el tour en apoyo del disco comenzó en Irlanda, y se extendió a toda Europa y los Estados Unidos.

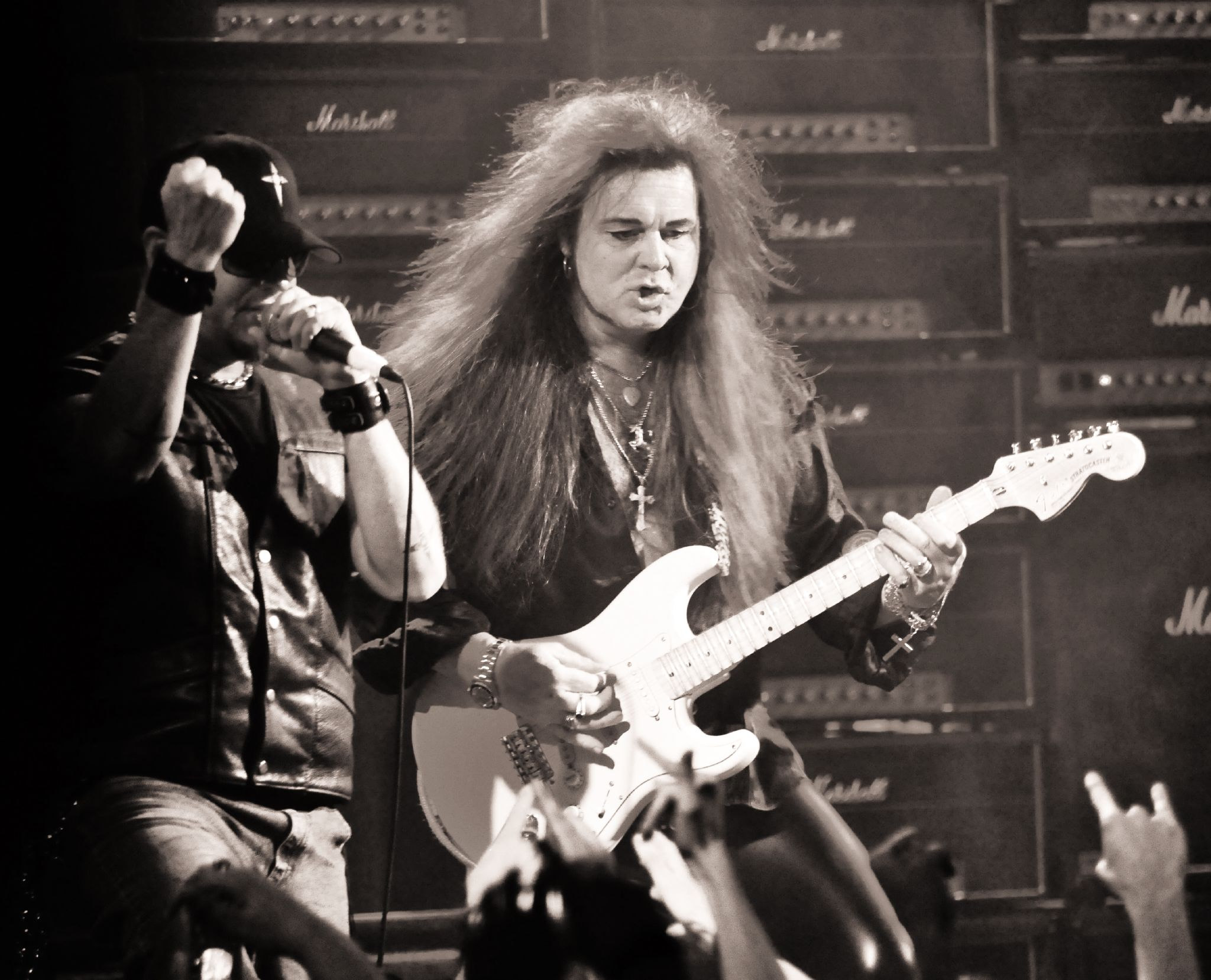
Malmsteen con Tim "Ripper" Owens, 2008

En el año 2008 es publicado Perpetual Flame, lanzado por su propia compañía, Rising Force Records, que marcó el debut de su nuevo cantante, el ex-Judas Priest Tim «Ripper» Owens. En este año, Malmsteen fue invitado especial en el programa de VH1 Classic "That Metal Show". En 2009 tocó en una serie de conciertos en Japón junto a Deep Purple, y lanzó Angels of Love, un álbum compuesto de versiones instrumentales acústicas de algunas de sus viejas canciones y de algunas de sus baladas más conocidas. En agosto de ese año, la revista Time nombró a Malmsteen en el puesto número 9 de su lista de los 10 mejores guitarristas eléctricos de todos los tiempos.

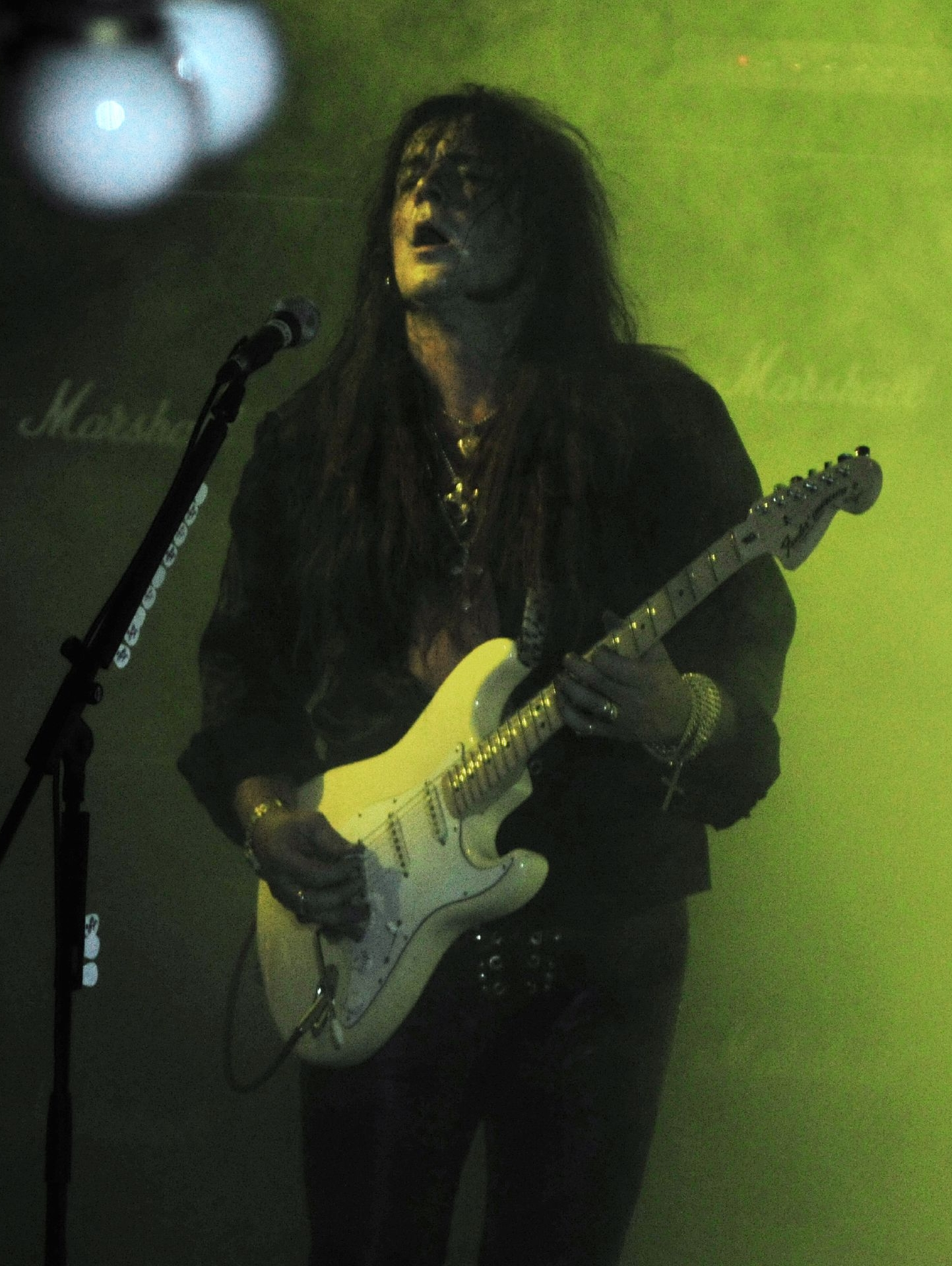
Malmsteen en Barcelona, 2009

En el año 2010 edita su decimoctavo álbum como solista, Relentless, una vez más lanzado por su propio sello, y el último con Tim Owens en las voces. Después de la salida de Owens, Yngwie abandona la idea de tener cantante en su banda para empezar él mismo a las voces posteriormente, luego de haber tenido una carrera en conflicto con la mayoría de éstos. El 5 de diciembre de 2012 publica Spellbound, disco en el cual él mismo tocó todos los instrumentos. El 12 de junio de 2014 se embarcó en una gira titulada «Guitar Gods 2014 Tour» junto a los guitarristas Bumblefoot y Gary Hoey. En 2016 publicó el álbum World on Fire.
En 2018, se anunció que Malmsteen había firmado con Mascot Records, y se esperaba que lanzara un nuevo álbum de estudio el año siguiente. En 2019, Malmsteen lanzó Blue Lightning, que presenta canciones de blues rock, principalmente versiones, con la interpretación virtuosa de Malmsteen. Como se citó a Malmsteen:

Me han pedido que haga un álbum de blues durante los últimos 30 años [...] esta vez finalmente dije: "Claro, ¿por qué no? ¡Probémoslo!". Simplemente no quería quedarme estancado en el estándar pentatónico, tocar una canción de 12 compases. No quería hacer eso.

El 8 de mayo de 2021, se informó que Yngwie Malmsteen había lanzado el álbum Parabellum y el video de la canción "Wolves at the Door", que hace referencia a Paganini. Dado que las restricciones por el COVID-19 impidieron las giras, Malmsteen tuvo más tiempo para grabar el álbum y estaba "claramente encantado con los resultados".
El 17 de julio de 2023, Yngwie Malmsteen anunció su primera clase magistral de guitarra en video interactiva en TrueFire. Yngwie utiliza una variedad de pistas de acompañamiento extraídas de 10 de sus canciones más populares como marco para la clase magistral y la forma en que demuestra su proceso creativo, habilidades técnicas y conocimientos de interpretación. Se lanzó el 31 de julio de 2023.

## Vida personal
Estuvo casado con la cantante sueca Erika Norberg (1991-1992) y después con Amberdawn Landin (1993-1998). Desde 1999 ha estado casado con April Malmsteen, con la que tuvo un hijo llamado Antonio, nombrado en honor al músico Antonio Vivaldi. La familia actualmente reside en Miami, Florida.
En una edición del año 2005 de la revista Guitar Player, habló sobre su personalidad, a menudo ridiculizada, diciendo:

«probablemente he cometido más errores que nadie, pero no me detengo en ellos. No espero que las personas me entiendan, porque soy bastante complejo... Yo siempre he tomado el camino difícil. Por supuesto, la gente tiene sus opiniones, pero no puedo estar demasiado envuelto en eso, porque sé lo que puedo hacer y sé qué clase de persona soy, y no tengo ningún control sobre lo que alguien dice de mí. En Suecia, soy el "Sr. Personalidad" en los tabloides, pero obviamente no puedo tomarme eso en serio. Sé en mi corazón que si hago lo mejor que puedo... Tal vez dentro de diez años la gente pueda volver atrás y decir 'realmente él no era una mala persona'».

## Músicos de su banda

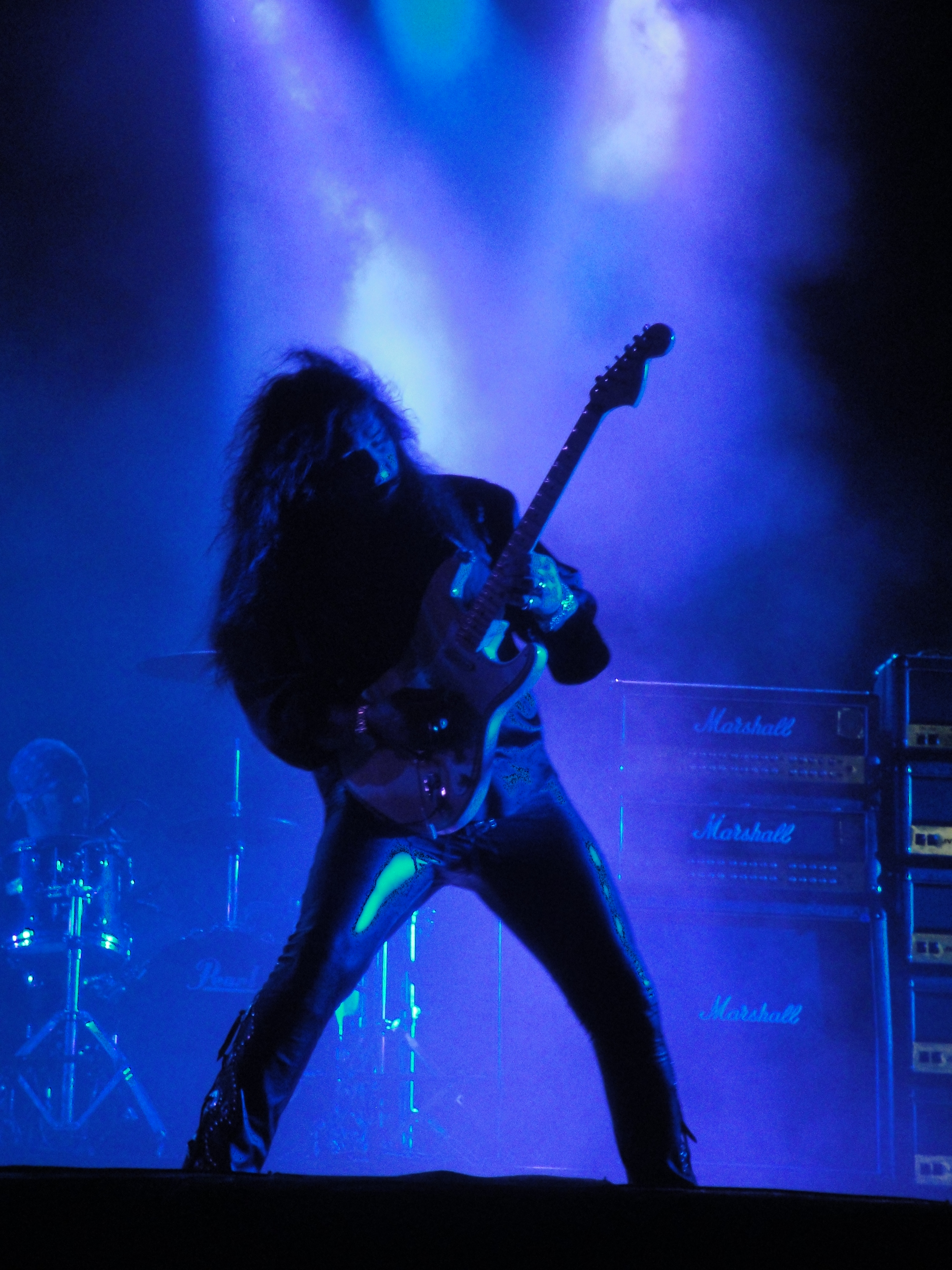
Malmsteen en 2012.

### Integrantes actuales
- Yngwie Malmsteen - guitarras (1978-presente), voz (2012-presente).
- Nick Marino - teclados, voz (2010-presente)
- Emilio Martínez - bajo, coros (2018-presente)
- Kevin Klingenschmid - batería (2023-presente)

### Integrantes anteriores
Vocalistas
- Tim Owens - (2008-2011).
- Jeff Scott Soto - (1984-1985).
- Mark Boals - (1985-1986; 1996; 1999-2001).
- Joe Lynn Turner - (1987-1989).
- Göran Edman - (1990-1992).
- Michael Vescera - (1994-1995).
- Mats Levén - (1996-1999).
- Jørn Lande (2000-2001).
- Doogie White - (2001-2008).

Bajistas
- John Levén - (1981-1982).
- Marcel Jacob - (1985).
- Svante Henrysson - (1990-1992).
- Barry Sparks - (1994-1995).
- Mick Cervino - (1998-2008).
- Ralph Ciavolino - (2012-2018).

Teclistas
- Jens Johansson - (1984-1989).
- Mats Olausson - (1990-2001).
- Derek Sherinian - (2001-2002; 2006-2007).
- Joakim Svalberg - (2002-2005).
- Michael Troy - (2007-2009).

Bateristas
- Barriemore Barlow (1984-1985).
- Anders Johansson - (1985-1989).
- Mike Terrana - (1993-1994).
- Shane Gaalaas - (1994-1996).
- Cozy Powell - (1996-1998)
- John Macaluso - (1999-2001).
- Patrick Johansson - (2001-2015).
- Mark Ellis - (2015-2018).
- Brian Wilson - (2018-2023).

## Equipo

### Guitarra Yngwie Malmsteen Stratocaster
El guitarrista cita, primeramente, a su Fender Stratocaster y sus pastillas constan de bobina única, como característica de su peculiar tono. Antiguamente usaba un diseño personalizado de DiMarzio, el cual consistía en una «humbucker» en una carcasa de bobina única. Solía pedir combinar el tono de una single coil con el reducido ruido de una humbucker. De hecho, el modelo personalizado de Fender con su nombre usa esa combinación. Prefiere las Fender Stratocaster añejas de 1968 a 1972. Anteriormente era endorser de la marca Schecter.
Actualmente usa pastillas Seymour Duncan de las cuales tiene su propio modelo. Todas sus guitarras tienen tuercas de latón y están «re-trasteadas». Según Fender, posee una de las colecciones más impresionantes de Stratocaster antiguas conocida. Del orden de unas 200, incluida una original firmada por Leo Fender.

### Mástiles festoneados
Las guitarras que usa son reconocibles por su mástil festoneado (scalloped neck en inglés), similar a un diapasón normal pero con la madera rebajada para formar un silueta cóncava entre los trastes. Esto permite usar técnicas de vibrato y bending más agresivas ya que se elimina la fricción de los dedos contra el diapasón. Llegó a usar brevemente guitarras Schecter en los 80, cuando éstos fabricaban guitarras tipo «Strat» similares a sus Fender.

### Directo
Ha permanecido fiel a su equipo durante años. Continúa usando estrictamente amplificadores Marshall antiguos de 1971 para sus actuaciones en directo. Habitualmente puede llegar a usar una pared de hasta 27 cajas Marshall, con 4 altavoces Celestion G12T-75 (75W.) cada una. Todas las cabeceras de éstas cabinas llevan amplificadores Marshall Vintage 1971 Mark II de 50W. Todas las unidades inalámbricas son Samson.
Los pedales son un Compression Sustainer Boss CS-3, Roland eco analógico DC-10, Wah Cry-Baby Dunlop, Roland PK-5 MIDI, Boss OC-2 Octave, Overdrive Pre-Amp DOD250, Supresor de Ruido Boss NS-2 y un conmutador de suelo para su rack de efectos Bob Bradshaw.
Sus guitarras en directo son estrictamente Stratocaster de 1968 a 1972. Él argumenta que las guitarras de esta época tienen el nervio del mástil y el diseño grande de la pala, que dotan al instrumento de un tono más rico y completo que las «Stratos» de otras épocas. Fender abandonó la gran pala en los 70, y posteriormente produjo una reedición de la misma.
Para su ejecuciones acústicas usa una Ovation Viper electroacústica, negra o blanca y con cuerdas de nailon. Estas las conecta al pedal Boss CS-3 y directamente a la mesa de mezclas, y de ahí al sistema de PA y de ahí al sistema de monitoreado. Antes de la Ovation, usó guitarras Aria, Álvarez y Gibson. Usa micrófonos Shure SM57.

### Cuerdas y púas
Durante usado, ha usado varias marcas de cuerdas, desde Ernie Ball, Fender. El calibre varía pero normalmente usa un tipo ligero que va de 0.08 a 0.46, el cual es considerado por algunos guitarristas como excesivamente delgado. Las púas suelen ser Jim Dunlop de 1.5 mm. con su firma en ellas.

## Discografía

### Steeler
| Año  | Título  | Discográfica | EE. UU Posición en las listas |
| ---- | ------- | ------------ | ----------------------------- |
| 1983 | Steeler | Shrapnel     | —                             |

### Alcatrazz
Estudio
| Año  | Título                       | Detalles                             | EE. UU Posición en las listas |
| ---- | ---------------------------- | ------------------------------------ | ----------------------------- |
| 1983 | No Parole From Rock 'n' Roll | 15 de octubre de 1983 Sello: Polydor | 128                           |

En vivo
| Año  | Título                                                                 | EE. UU Posición en las listas |
| ---- | ---------------------------------------------------------------------- | ----------------------------- |
| 1984 | Live Sentence                                                          | 133                           |
| 2010 | Live '83                                                               | —                             |
| 2010 | No Parole from Rock 'n' Roll Tour Live in Japan 1984.1.28 Audio Tracks | —                             |

### G3
En vivo
| Año  | Título                        | EE. UU Posición en las listas |
| ---- | ----------------------------- | ----------------------------- |
| 2004 | G3: Rockin' in the Free World | —                             |

### Solista
Estudio
| Año  | Título                                           | Detalles                                             | Posición en las listas | Posición en las listas | Posición en las listas | Posición en las listas |
| Año  | Título                                           | Detalles                                             | SUE                    | JPN                    | Estados Unidos         | Reino Unido            |
| ---- | ------------------------------------------------ | ---------------------------------------------------- | ---------------------- | ---------------------- | ---------------------- | ---------------------- |
| 1984 | Rising Force                                     | 5 de marzo de 1984 Sello: Polydor                    | 14                     | 19                     | 60                     | —                      |
| 1985 | Marching Out                                     | 30 de septiembre de 1985 Sello: Polydor              | 9                      | 18                     | 54                     | —                      |
| 1986 | Trilogy                                          | 4 de noviembre de 1986 Sello: Polydor                | 18                     | 16                     | 44                     | —                      |
| 1988 | Odyssey                                          | 8 de abril de 1988 Sello: Polydor                    | 7                      | 19                     | 40                     | 27                     |
| 1990 | Eclipse                                          | 20 de abril de 1990 Sello: Polydor                   | 12                     | 11                     | 112                    | 43                     |
| 1992 | Fire & Ice                                       | 7 de febrero de 1992 Sello: Elektra                  | 11                     | 1                      | 121                    | 57                     |
| 1994 | The Seventh Sign                                 | 9 de mayo de 1994 Sello: Pony Canyon                 | 11                     | 2                      | —                      | —                      |
| 1994 | I Can't Wait (EP)                                | 21 de octubre de 1994 Sello: Pony Canyon             | —                      | 25                     | —                      | —                      |
| 1995 | Magnum Opus                                      | 17 de octubre de 1995 Sello: Pony Canyon             | 17                     | 9                      | —                      | —                      |
| 1996 | Inspiration                                      | 14 de octubre de 1996 Sello: Pony Canyon             | 35                     | 9                      | —                      | —                      |
| 1997 | Facing the Animal                                | 23 de febrero de 1997 Sello: Pony Canyon             | 39                     | 4                      | —                      | —                      |
| 1998 | Concerto Suite for Electric Guitar and Orchestra | 30 de junio de 1998 Sello: Pony Canyon               | —                      | 10                     | —                      | —                      |
| 1999 | Alchemy                                          | 23 de noviembre de 1999 Sello: Pony Canyon           | —                      | 11                     | —                      | —                      |
| 2000 | War to End All Wars                              | 7 de noviembre de 2000 Sello: Pony Canyon            | —                      | 20                     | —                      | —                      |
| 2002 | Attack!!                                         | 15 de octubre de 2002 Sello: Pony Canyon             | —                      | 17                     | —                      | —                      |
| 2005 | Unleash the Fury                                 | 26 de julio de 2005 Sello: Universal Music           | —                      | 23                     | —                      | —                      |
| 2008 | Perpetual Flame                                  | 13 de octubre de 2008 Sello: Rising Force            | 52                     | 15                     | —                      | —                      |
| 2009 | Angels of Love                                   | 10 de marzo de 2009 Sello: Rising Force              | 52                     | 55                     | —                      | —                      |
| 2010 | Relentless                                       | 23 de noviembre de 2010 Sello: Rising Force          | —                      | 40                     | —                      | —                      |
| 2012 | Spellbound                                       | 5 de diciembre de 2012 Sello: Rising Force           | —                      | 40                     | —                      | —                      |
| 2016 | World on Fire                                    | 1 de junio de 2016 Sello: Rising Force               | —                      | 24                     | —                      | —                      |
| 2019 | Blue Lightning                                   | 29 de marzo de 2019 Sello: Mascot Records            | —                      | —                      | —                      | —                      |
| 2021 | Parabellum                                       | 23 de julio de 2021 Sello: Music Theories Recordings | —                      | —                      | —                      | —                      |

En vivo
| Año  | Detalles                                                                                              | Posición en las listas | Posición en las listas | Posición en las listas | Posición en las listas |
| Año  | Detalles                                                                                              | SUE                    | JPN                    | Estados Unidos         | Reino Unido            |
| ---- | --- | ---------------------- | ---------------------- | ---------------------- | ---------------------- |
| 1989 | Trial by Fire: Live in Leningrad                                                                      | —                      | 20                     | —                      | 65                     |
| 1998 | Double Live!                                                                                          |                        | 48                     | —                      | —                      |
| 2002 | Concerto Suite for Electric Guitar and Orchestra in E flat minor LIVE with the New Japan Philharmonic | —                      | —                      | —                      | —                      |
| 2014 | Spellbound Live in Tampa                                                                              | —                      | —                      | —                      | —                      |
| 2025 | Tokyo Live                                                                                            |                        |                        |                        |                        |

Álbumes recopilatorios
| Año  | Detalles                                  | Posición en las listas | Posición en las listas | Posición en las listas | Posición en las listas |
| Año  | Detalles                                  | SUE                    | JPN                    | Estados Unidos         | Reino Unido            |
| ---- | ----------------------------------------- | ---------------------- | ---------------------- | ---------------------- | ---------------------- |
| 1991 | The Yngwie Malmsteen Collection           | —                      | —                      | —                      | —                      |
| 2000 | Yngwie J. Malmsteen : The Best of '90–'99 | —                      | —                      | —                      | —                      |
| 2000 | Anthology 1994-1999                       | —                      | —                      | —                      | —                      |
| 2001 | Yngwie Malmsteen Archives                 | —                      | —                      | —                      | —                      |
| 2002 | The Genesis                               | —                      | 94                     | —                      | —                      |
| 2004 | Instrumental Best Album                   | —                      | —                      | —                      | —                      |
| 2009 | High Impact                               | —                      | —                      | —                      | —                      |